# Усачи-толстяки
Усачи-толстяки, или ламии (лат. Lamia), — род жуков-усачей из подсемейства ламиин.

## Описание
Заднегрудь умеренно длинная. Крылья хорошо развитые. Надкрылья не сросшиеся и не плотно соприкасающиеся по шву. Усики обоих полов короче тела, их третий членик немного короче первого членика.

## Систематика
В составе рода:
- Lamia annulicornis Kirby, 1818
- Lamia textor (Linné, 1758) — Ивовый толстяк